# Список глав государств в 178 году до н. э.
| 179 до н. э. ← Список глав государств по годам → 177 до н. э. |

## Азия
- Анурадхапура — Элара, царь (205 до н. э. — 161 до н. э.)
- Армения Великая — Арташес I, царь (189 до н. э. — 160 до н. э.)
- Вифиния — Прусий II, царь (182 до н. э. — 149 до н. э.)
- Греко-Бактрийское царство:
  - Евтидем II, царь  (190 до н. э. — 178 до н. э.)
  - Антимах I, царь  (185 до н. э. — 170 до н. э.)
  - Агафокл, царь  (180 до н. э. — 175 до н. э.)
- Иберия — Саурмаг I, царь  (234 до н. э. — 159 до н. э.)
- Индо-греческое царство — Аполлодот I, царь  (180 до н. э. — 165 до н. э.)
- Каппадокия — Ариарат IV Евсеб, царь (220 до н. э. — 163 до н. э.)
- Китай (Династия Хань) — Вэнь-ди (Лю Хэн), император  (180 до н. э. — 157 до н. э.)
- Корея:
  - Махан — Ан, вождь[англ.] (189 до н. э. — 157 до н. э.)
  - Пуё — Морису, тхандже (195 до н. э. — 170 до н. э.)
- Намвьет — Чьеу Ву-де, император (207 до н. э. — 137 до н. э.)
- Парфия — Приапат, царь (191 до н. э. — 176 до н. э.)
- Пергамское царство — Эвмен II, царь (197 до н. э. — 159 до н. э.)
- Понтийское царство — Фарнак I, царь (190 до н. э. — 159 до н. э.)
- Сабейское царство — Вахаб эль Яхиз II, царь (180 до н. э. — 160 до н. э.)
- Сатавахана — Сатакарни I, махараджа (184 до н. э. — 170 до н. э.)
- Селевкидов государство (Сирия) — Селевк IV Филопатор, царь (187 до н. э. — 175 до н. э.)
- Хунну — Модэ, шаньюй (209 до н. э. — 174 до н. э.)
- Шунга — Пушьямитра Шунга, император (185 до н. э. — 149 до н. э.)
- Япония — Когэн, тэнно (император) (214 до н. э. — 158 до н. э.)

## Африка
- Египет — Птолемей VI Филометор, царь (180 до н. э. — 164 до н. э., 163 до н. э. — 145 до н. э.)
- Нумидия — Массинисса, царь (202 до н. э. — 148 до н. э.)

## Европа
- Афины:
  - Менедем, архонт (179 до н. э. — 178 до н. э.)
  - Филон, архонт (178 до н. э. — 177 до н. э.)
- Ахейский союз:
  - Гипербат II, стратег (179 до н. э. — 178 до н. э.)
  - Калликрат, стратег (178 до н. э. — 177 до н. э.)
- Боспорское царство — Перисад III, царь (ок. 180 до н. э. — ок. 150 до н. э.)
- Дарданское царство[англ.] — Батон, царь[англ.] (ок. 206 до н. э. — ок. 176 до н. э.)
- Ирландия — Конгал Клайрингнех, верховный король (184 до н. э. — 169 до н. э.)[1]
- Македонское царство — Персей, царь (179 до н. э. — 168 до н. э.)
- Одрисское царство (Фракия) — Амадок III, царь (190 до н. э. — 171 до н. э.)
- Римская республика:
  - Марк Юний Брут, консул (178 год до н. э.)
  - Авл Манлий Вульсон, консул (178 год до н. э.)

## Галерея

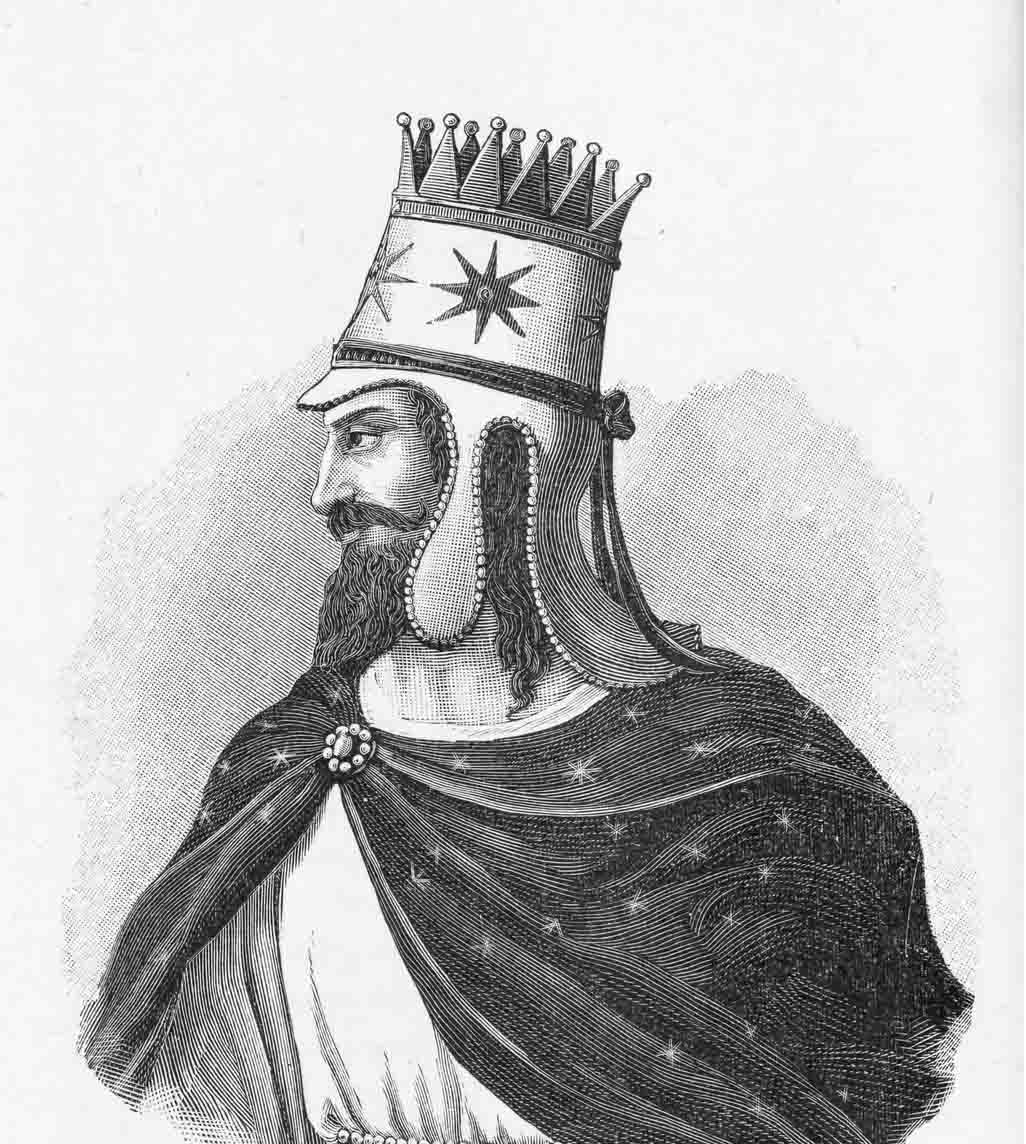
Арташес I 189 до н.э.—160 до н.э. Царь Армении
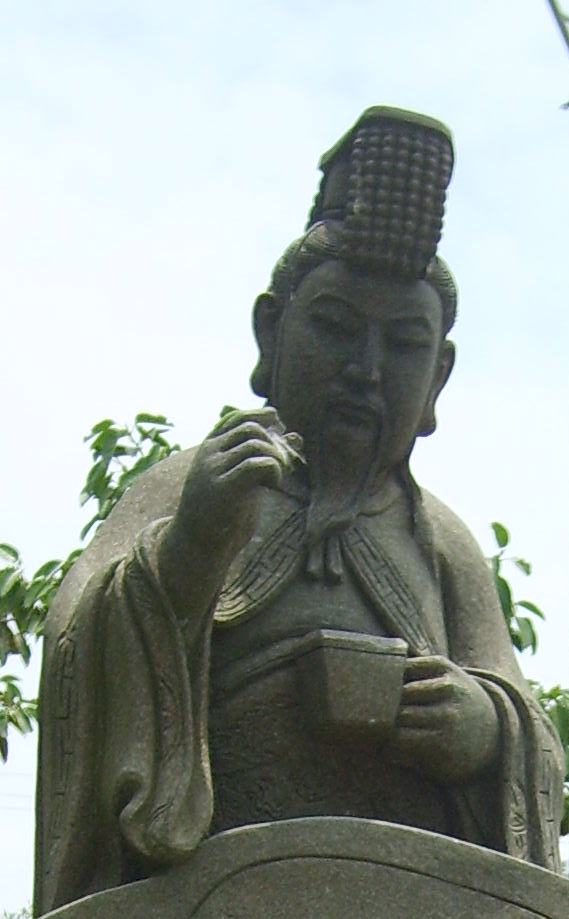
Вэнь-ди 180 до н.э.—157 до н.э. Император Китая
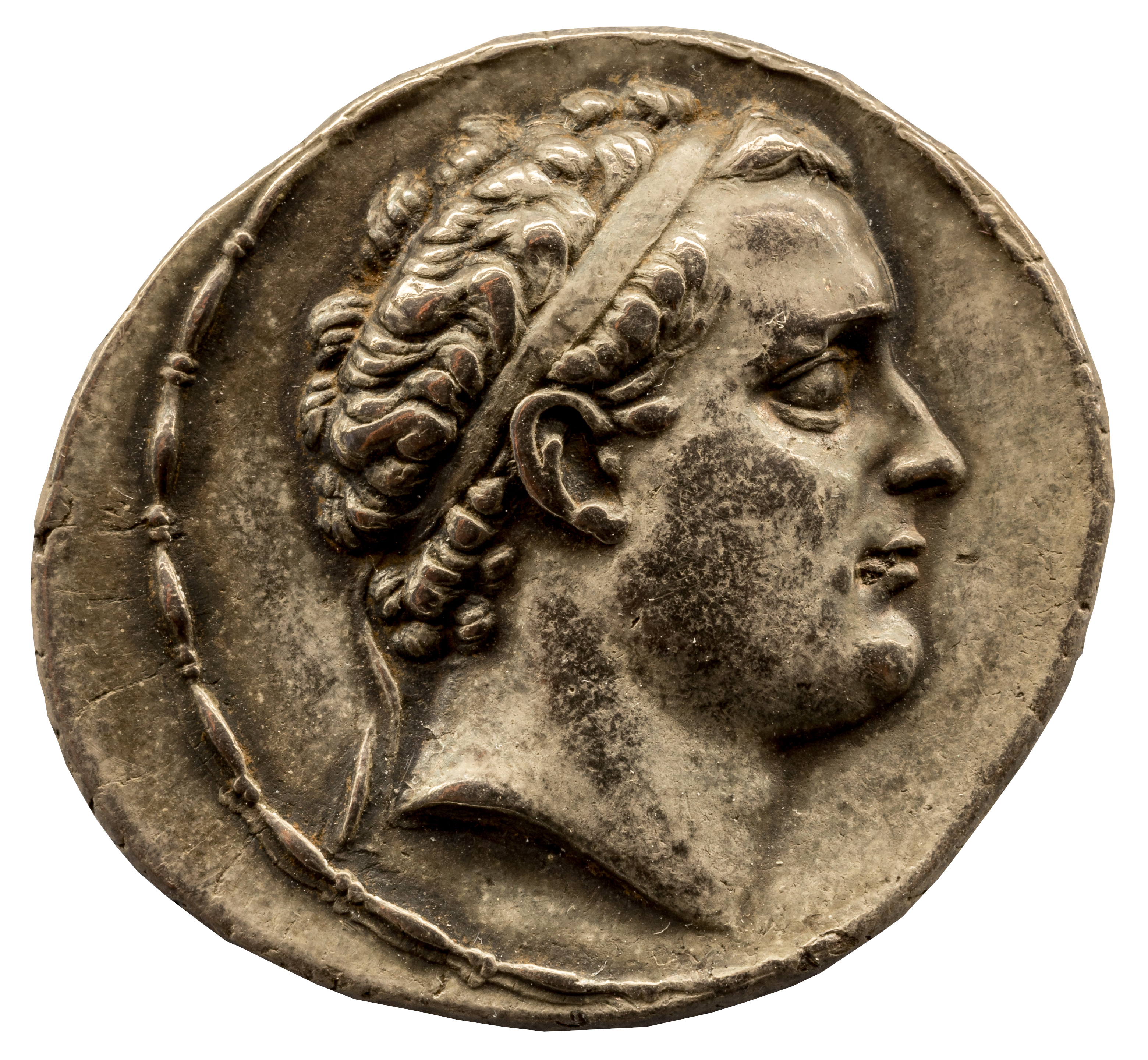
Селевк IV Филопатор 187 до н.э.—175 до н.э. Царь Сирии
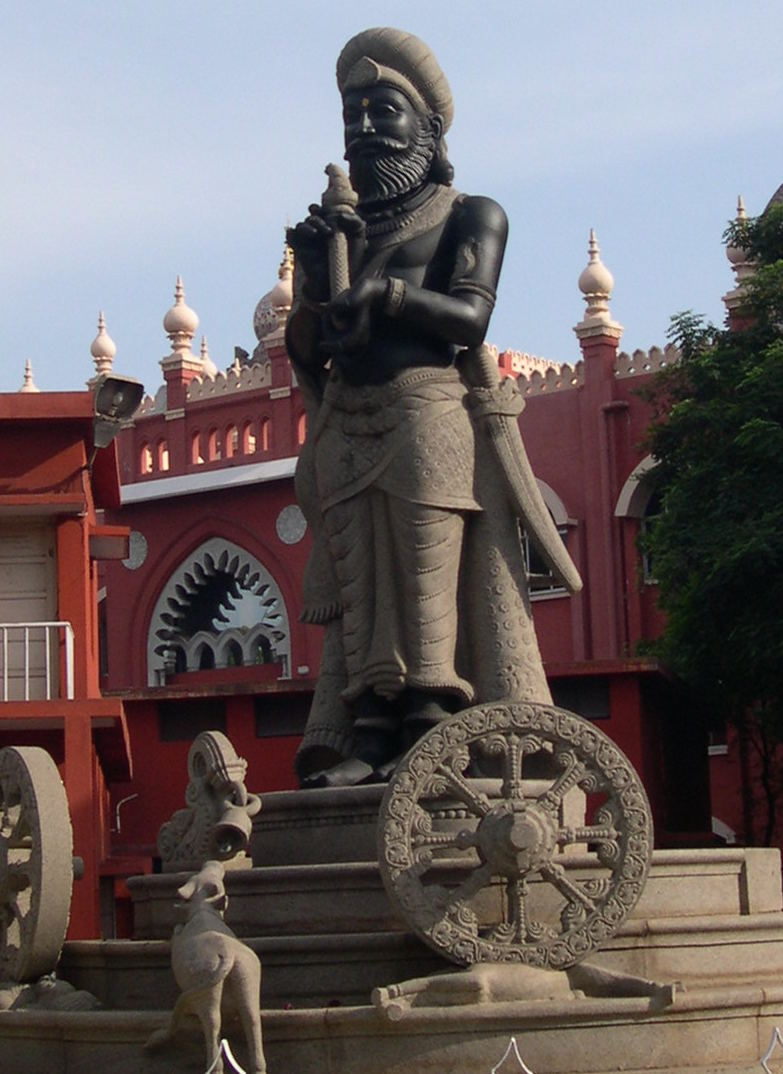
Элара 205 до н.э.—161 до н.э. Царь Анурадхапуры
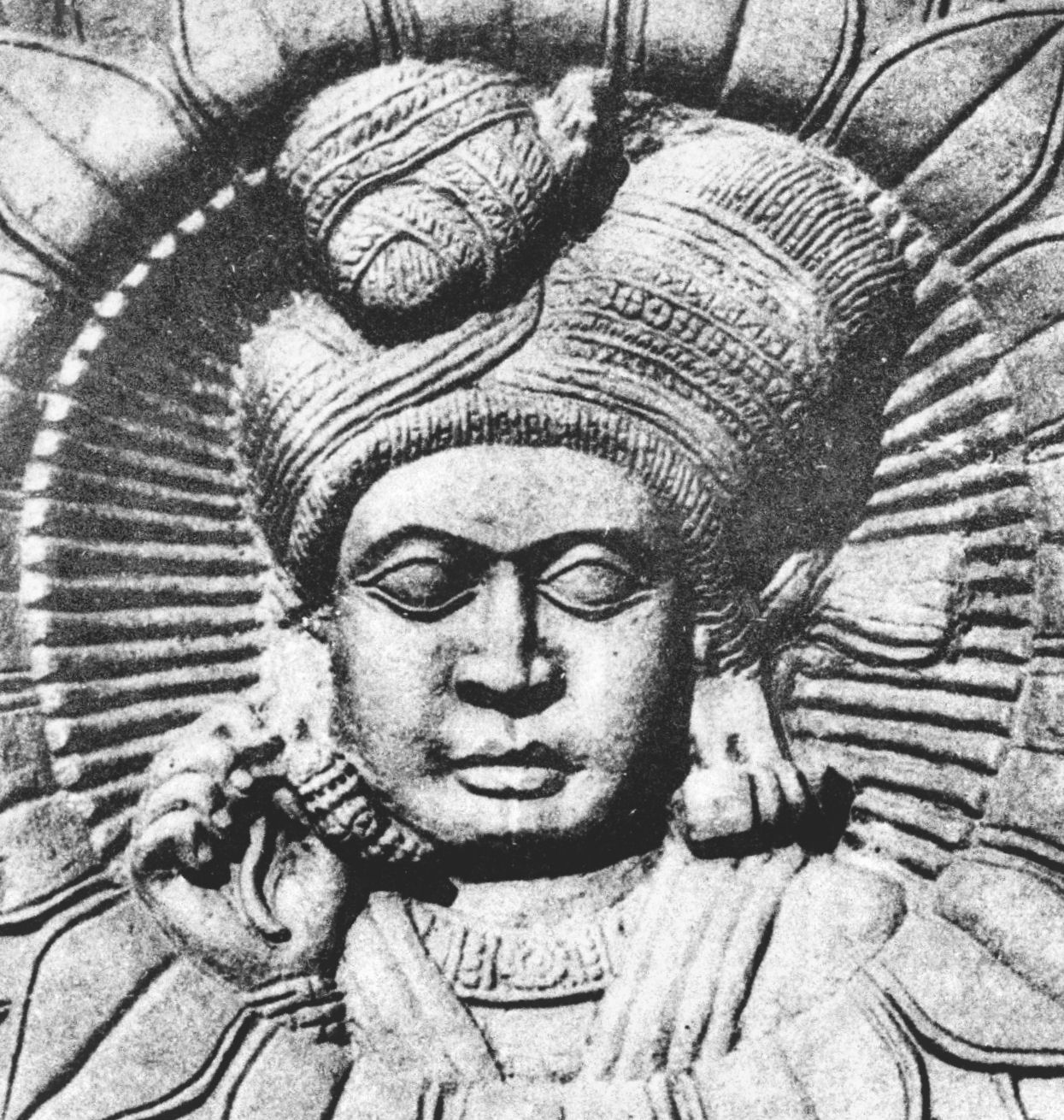
Пушьямитра Шунга 185 до н.э.—149 до н.э. Император Шунги
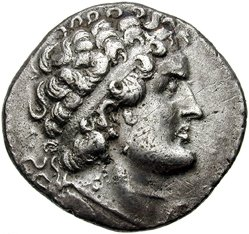
Птолемей VI Филометор 180 до н.э.-164 до н.э., 163 до н.э.—145 до н.э. Царь Египта
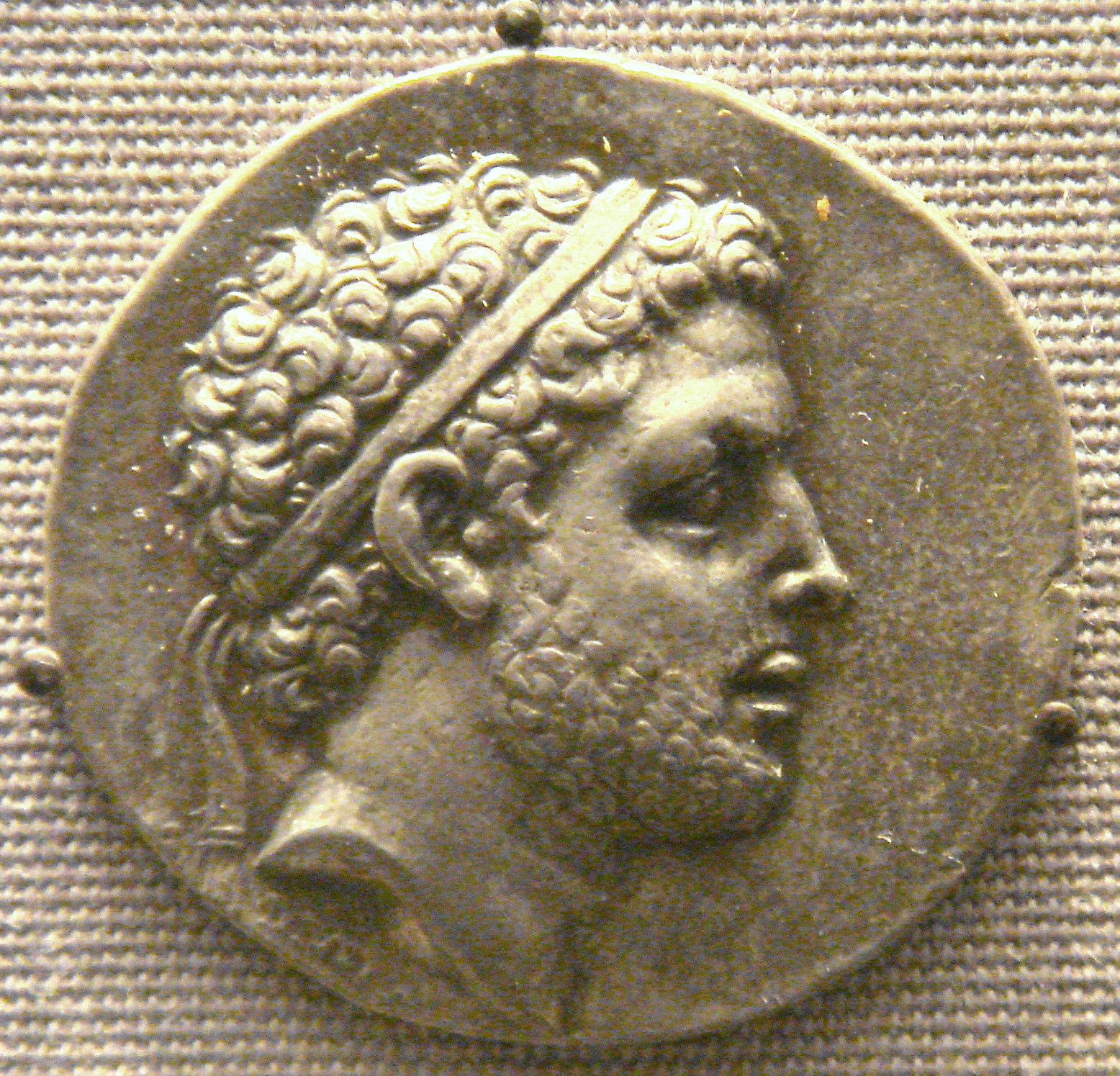
Персей 179 до н.э.—168 до н.э. Царь Македонии
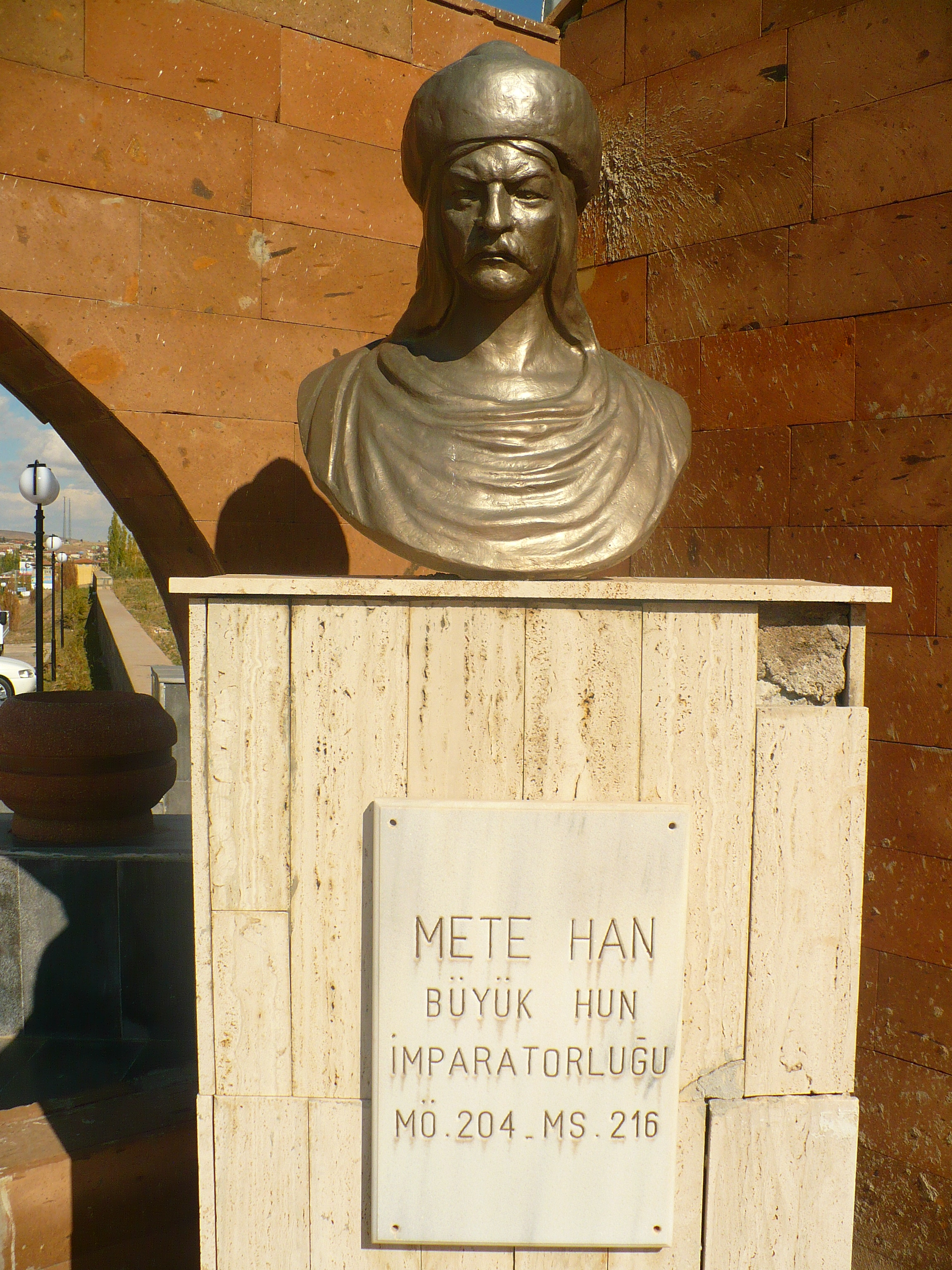
Модэ 209 до н.э.—174 до н.э. Шаньюй хунну
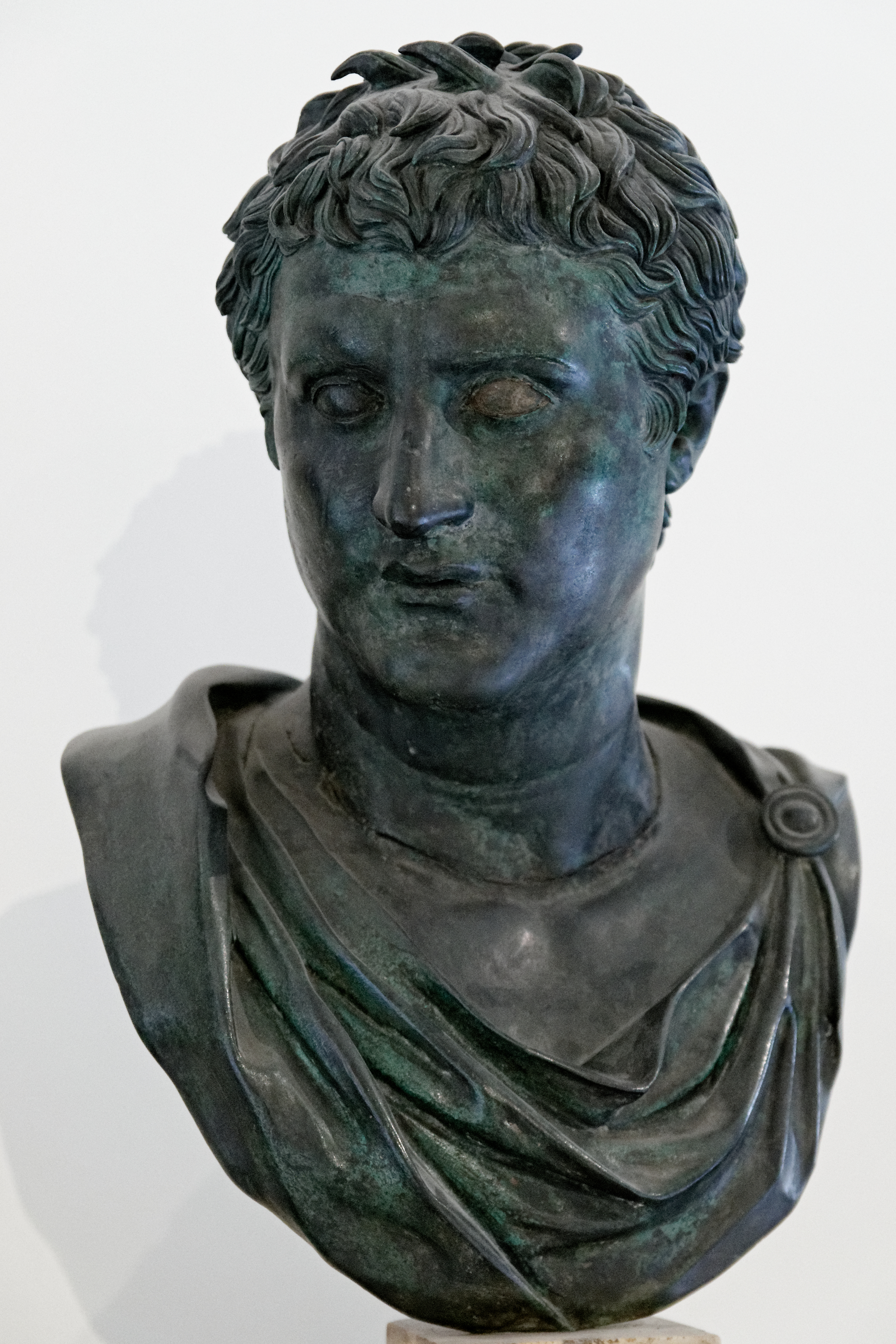
Эвмен II 197 до н.э.—159 до н.э. Царь Пергама
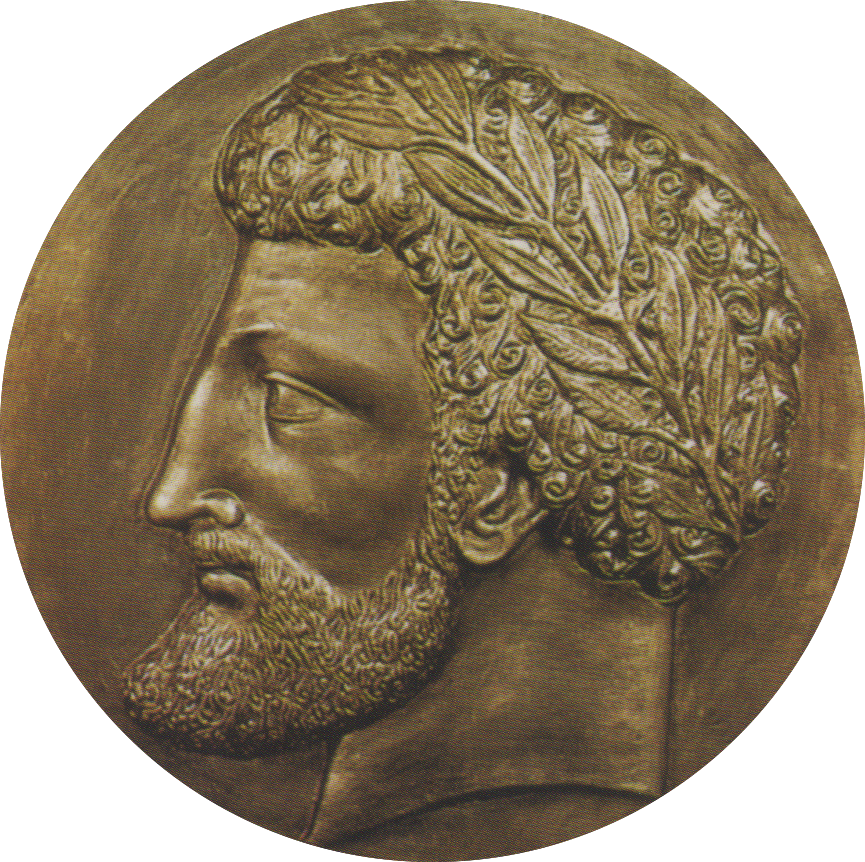
Массинисса 202 до н.э.—148 до н.э. Царь Нумидии
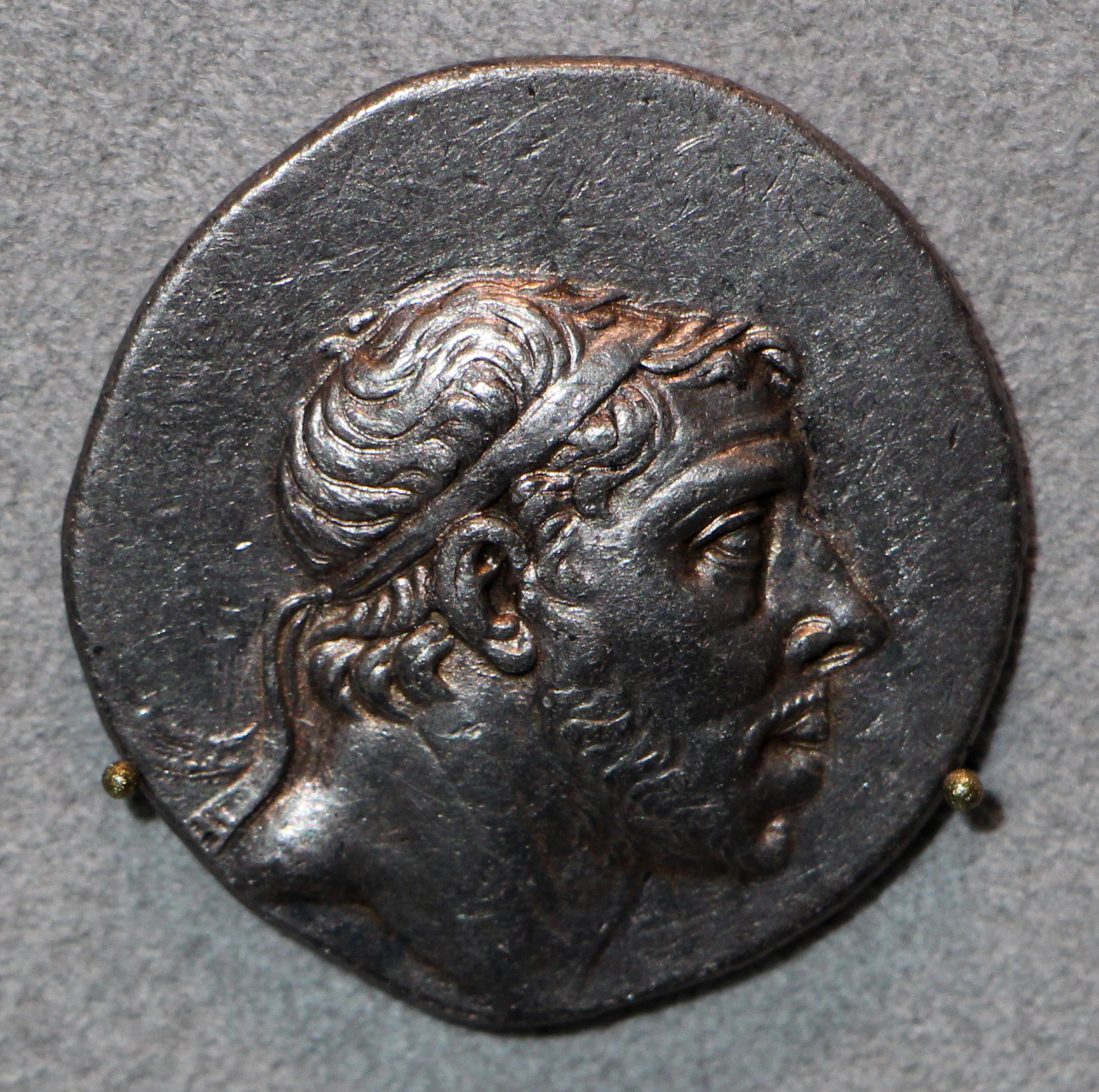
Фарнак I 190 до н.э.—159 до н.э. Царь Понта
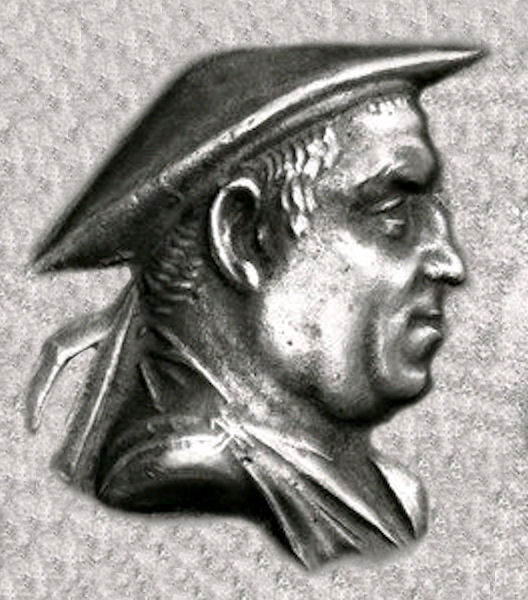
Аполлодот I 180 до н.э.—165 до н.э. Индо-греческий царь
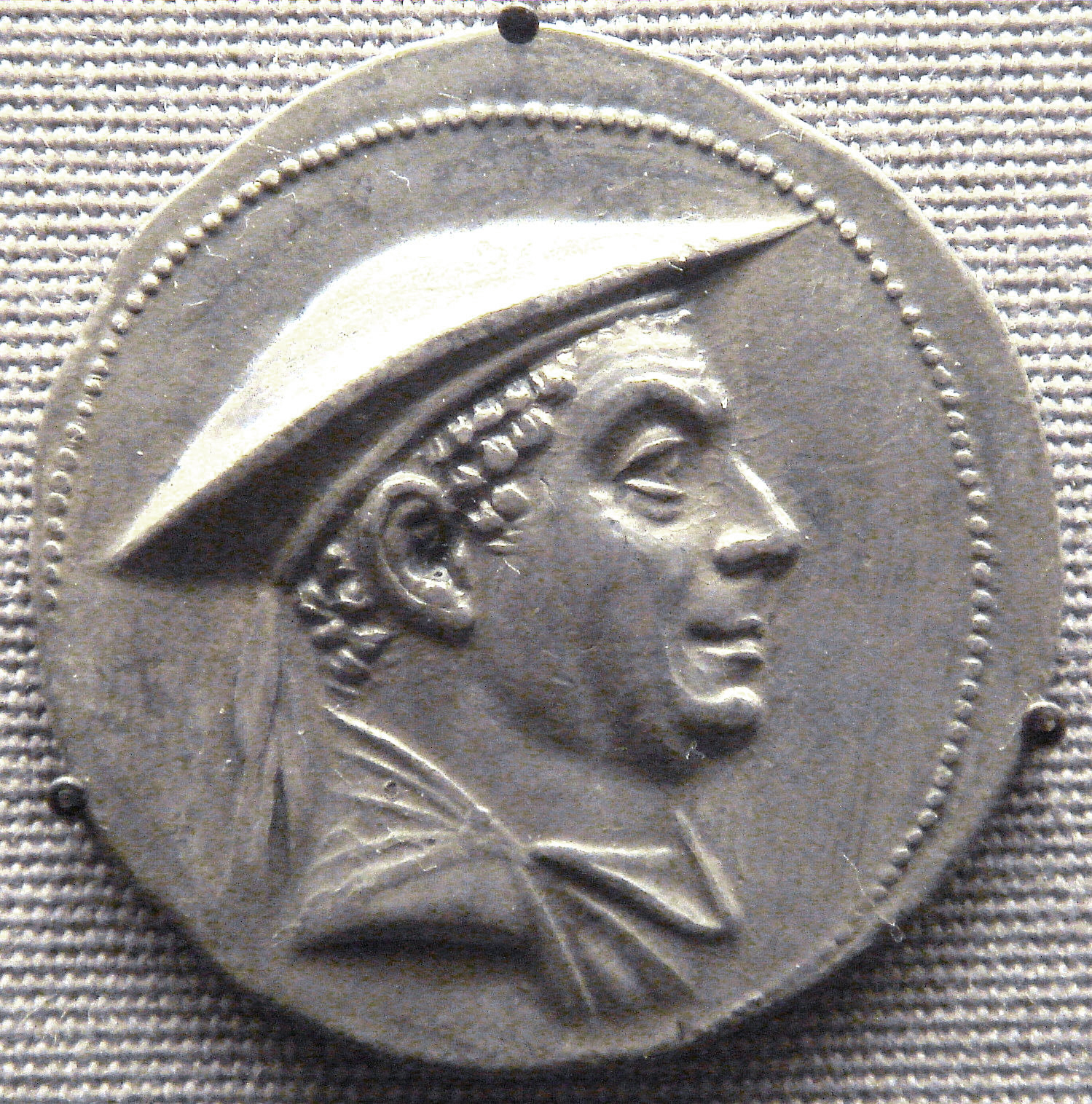
Антимах I 185 до н.э.—170 до н.э. Греко-бактрийский царь
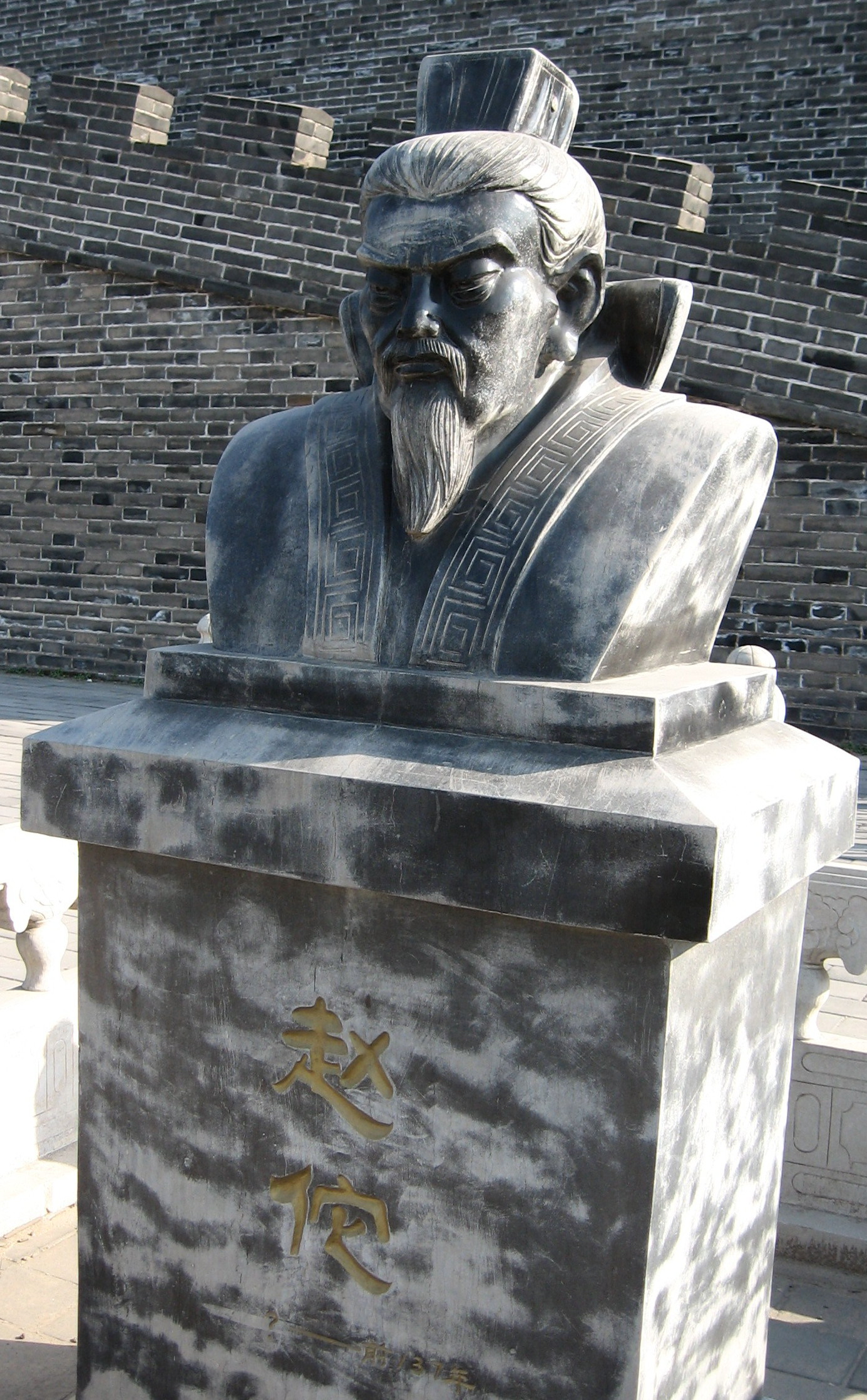
Чьеу Ву-де 207 до н.э.—137 до н.э. Император Намвьета
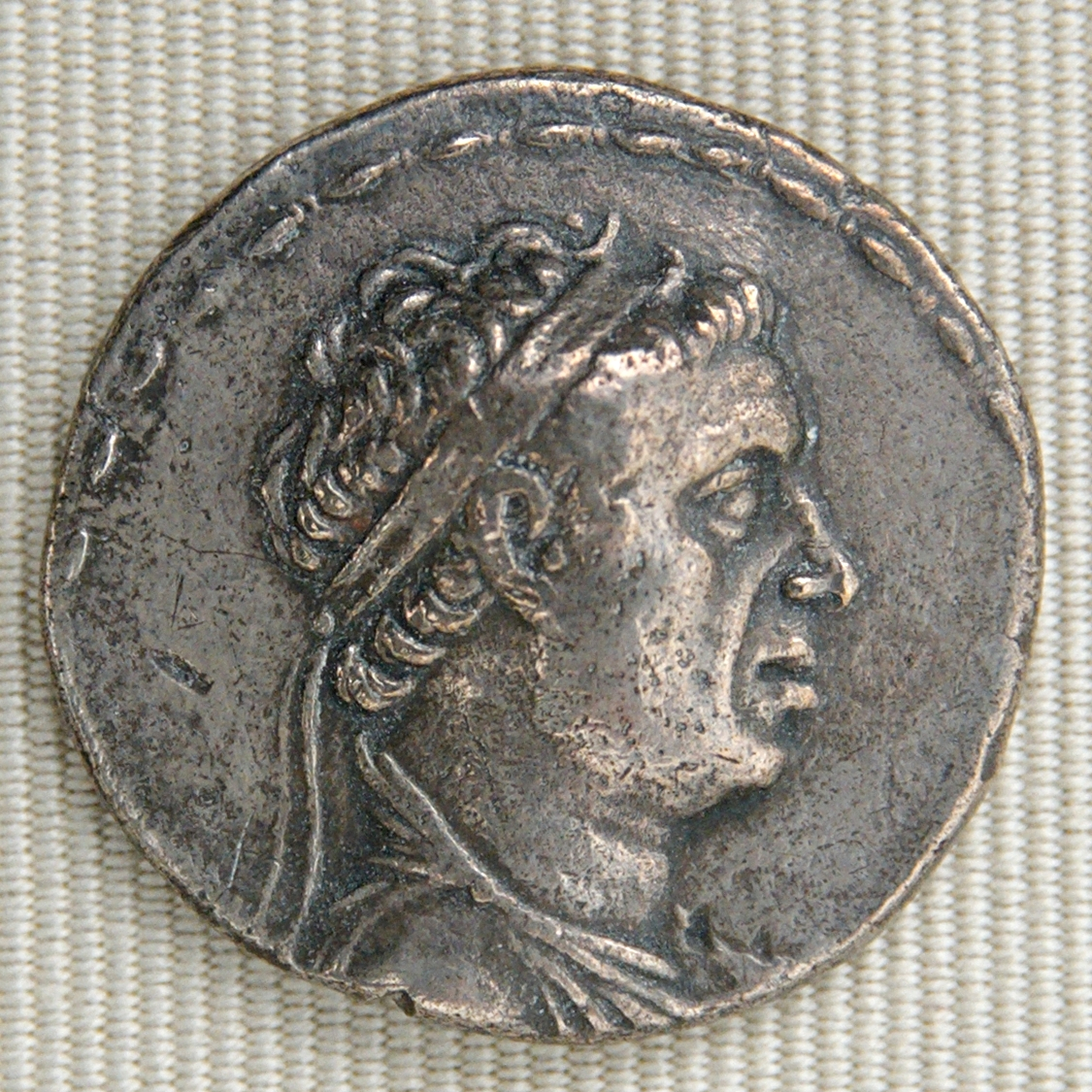
Ариарат IV 220 до н.э.—163 до н.э. Царь Каппадокии
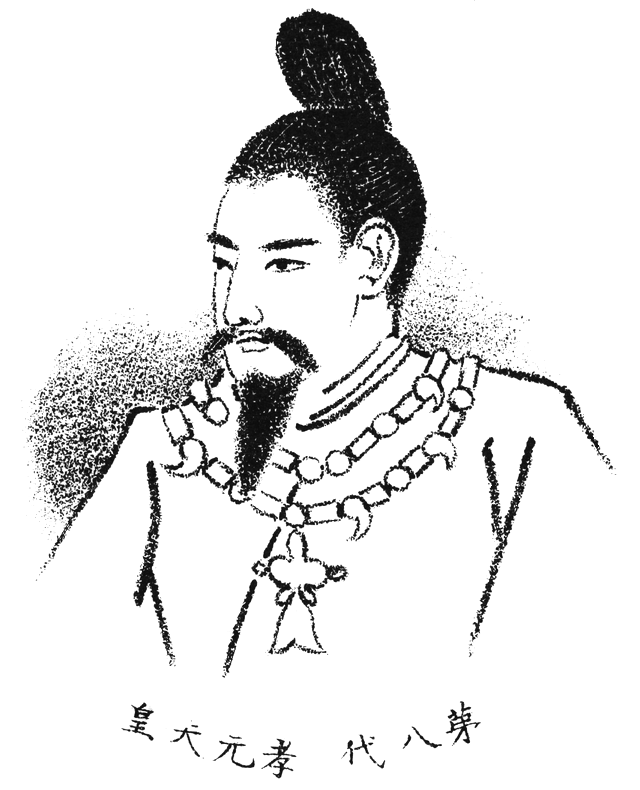
Когэн 214 до н.э.—158 до н.э. Император Японии